# 59 Dywizja Piechoty (III Rzesza)
59 Dywizja Piechoty (niem. 59. Infanterie-Division) – niemiecka dywizja z czasów II wojny światowej, sformowana na mocy rozkazu z 26 czerwca 1944 roku, na poligonie w Groß Born w II Okręgu Wojskowym. 

## Dowódcy dywizji
- gen. por. Walter Pope 5 VII 1944 – II 1945
- gen. por. Hans – Kurt Höcker II 1945 – III 1945

## Struktura organizacyjna
- Skład w czerwcu 1944:

1034., 1035. i 1036. pułk grenadierów, 159. pułk artylerii, 159. batalion pionierów, 59. dywizyjny batalion fizylierów, 159. kompania przeciwpancerna, 159. oddział łączności, 159. polowy batalion zapasowy;
- Skład w kwietniu 1945:

1034., 1035. i 1036. pułk grenadierów, 159 pułk artylerii, 159 batalion pionierów, 59 dywizyjny batalion fizylierów, 59 oddział przeciwpancerna, 159 oddział łączności, 159 polowy batalion zapasowy;